# Rui da Silva
Rui da Silva (nascido a 25 de abril de 1968) é um produtor e DJ português, cujo single "Touch Me" foi número um no Reino Unido em 2001.

## Carreira
Rui da Silva começou a produzir house music em 1992, altura em que a cultura de discoteca se começa a estabelecer em Lisboa. Percebendo a falta de editoras de dance music em Portugal, Rui da Silva inicia uma colaboração com o DJ Vibe formando a Kaos Records, a primeira editora em Portugal especializada em música house e electrónica.
O seu primeiro grande sucesso (e o primeiro lançamento de Kaos) foi "Não", uma faixa que usou vocais de uma faixa de Xutos & Pontapés, e que Rui da Silva lançou sob o pseudônimo Doctor J. Ainda com DJ Vibe, ele formou em 1993 o projecto Underground Sound of Lisbon. Um ano depois, o tema "So Get Up" (que apresenta um poema original de palavras faladas da compositora californiana Ithaka Darin Pappas) alcançou fama mundial depois de ser editada sob a a égide da editora Tribal America, com o apoio de Danny Tenaglia. O mesmo Tenaglia também remisturou a faixa.
Durante os seus anos na Kaos, Silva trabalhou com outros artistas, como Luís Leite (LL Project, criando a música "Khine # 3") e Alex Santos, com quem lançou o tema "The Sax Theme".
Em 1999, ele deixou Lisboa indo para Londres, one troca a produção musical pelo trabalho de DJ, começando também a trabalhar sob o seu próprio nome. Rui da Silva abandona a Kaos em 2001 após o seu último esforço colaborativo como Underground Sound of Lisbon. No Reino Unido, fundou a Kismet Records, onde começou a produzir um som mais progressivo. Ele lançou várias temas sob o seu próprio nome, bem como esforços colaborativos com Chris Coco e Moshic.
Como um remixer, Rui da Silva criou as suas próprias versões de "Play" (Jennifer Lopez), "Happy" (Lighthouse Family) e "Walking on Thin Ice" (Yoko Ono).

## Discografia
Ver Underground Sound of Lisbon para mais discografia de Rui da Silva

### Álbuns
- 2002 Produced & Remixed
- 2006 Praying Mantis'

### Singles

#### Rui da Silva
- 2000 "Touch Me" (com Cassandra Fox)
- 2001 "Fire/Earth" (Kismet Records)
- 2002 "Feel the Love" (com Victoria Horn)
- 2004 "Pacman/Punks Run Wild" (64 Registos)
- 2005 "So Move Closer"
- 2005 "Dance.Come.Feel.Exe"
- 2005 "Lixuneanos"
- 2006 "Amidar"
- 2007 "Spreading Isolation/The Regressors"
- 2007 "The Whole Room Dematerialized"
- 2007 "Escaping My Mind"
- 2008 "On My Mind" (com Ben Onono)
- 2011 Dada & Rui Da Silva ft One – Crazy Love (Destined Records)

#### Doctor J
- 1993 "Não", como Doctor J
- 1994 "The Sax Theme", como Alex S & Doctor J (com Alex Santos)
- 1995 "Human Soul", como Doctor J Presents Mata Hari

#### The Four Elements
- 2000 "Earth/Water"
- 2002 "Fire"
- 2002 "The Fifth Element"
- 2003 "Matrix/Stoned"

#### Coco da Silva
Todas são colaborações com Chris Coco
- 2000 "Coisa Nossa/Close My Eyes"
- 2001 "Lost"
- 2001 "@ Night"
- 2002 "Saudade" (Kismet Records)
- 2002 "This Time You're Mine"
- 2003 "The Shiva Chant"
- 2011 "Dont Say Nothing (Say Something)"

#### Outras afiliações
- 1993 "So Get Up", como Underground Sound of Lisbon
- 1995 "Work in Progress", como LL Project (with Luís Leite)
- 1996 "Khine No. 3 (The Remixes)", como LL Project (with Luís Leite)
- 1996 "Fat Beat/Bossa Nova", como Gum Club
- 1999 "Matrix", como Morpheus
- 2001 "Obeah Dance", como The Obeah Men (with Terry Farley)
- 2001 "Riding", como Teimoso (with Shelly Preston)
- 2003 "Radar House", como Hyper da Silva (with DJ Hyper)
- 2003 "Deep as the Rivers", como Moshic da Silva (with Moshic)
- 2003 "Gibberish", como Moshic da Silva (with Moshic)
- 2003 "Cosmic Mind", como Sound Projectors
- 2004 "Dark Love, como The Downloaderz